# Koppalagadde, Sagar
Koppalagadde là một làng thuộc tehsil Sagar, huyện Shimoga, bang Karnataka, Ấn Độ.